# Meldestelle Respect!
Die Meldestelle Respect! im Netz (Eigenschreibweise: REspect! im Netz) ist eine seit 2017 bestehende zivilgesellschaftliche Anlaufstelle gegen Hass und Hetze im Netz der Jugendstiftung Baden-Württemberg. Das Ziel der Meldestelle ist es, gegen Hass und Hetze im Internet vorzugehen, indem ein anonymisiertes Melde- und Anzeigeverfahren gewährleistet wird.

## Organisation
Die Meldestelle mit Sitz in Sersheim ist eine Maßnahme der Jugendstiftung Baden-Württemberg. REspect! im Netz kooperiert mit der Bayerischen Staatsregierung und wird gefördert im Rahmen des Bundesprogramms ‚Demokratie leben!‘ durch das Bundesministerium für Bildung, Familie, Senioren, Frauen und Jugend und aus Mitteln des Bayerischen Staatsministeriums für Familie, Arbeit und Soziales.
Seit 1. Januar 2025 ist REspect! zusammen mit Das NETTZ, HateAid, Neue deutsche Medienmacher*innen, Institut für Demokratie und Zivilgesellschaft, Gesellschaft für Medienpädagogik und Kommunikationskultur teil von toneshift - Netzwerk gegen Hass im Netz und Desinformation.
Seit dem 1. Oktober 2024 ist die Meldestelle durch die Bundesnetzagentur als Trusted Flagger (vertrauenswürdiger Hinweisgeber) für Online-Plattformen in Deutschland im Sinne des Art. 22 des Digital Services Act  (DSA) zugelassen.
Geleitet wird die Meldestelle seit 2022 von Ahmed Gaafar, Bachelor der Islamwissenschaften (Al-Azhar Universität) und Master in Big Data and Business Intelligence (Universidad Isabel I).

## Aufgaben
Die Meldestelle REspect! hat es sich zur Aufgabe gemacht, dem Trugbild ‚Internet als rechtsfreier Raum‘ entgegenzutreten und die Online-Sphäre zu einem sicheren Ort zu machen. Um dieses Ziel zu erreichen, arbeitet sie mit verschiedensten Partnerorganisationen aus Zivilgesellschaft, Forschung und Sicherheitsbehörden zusammen.
Seit dem 1. Oktober 2024 hat die Meldestelle nach Zulassung durch die Bundesnetzagentur als Trusted Flagger (vertrauenswürdiger Hinweisgeber) für Online-Plattformen in Deutschland zudem die Aufgabe, unter Konzentration auf soziale Netzwerke und Video-Plattformen wie Facebook, X, Instagram, TikTok, YouTube und Telegram „illegale Inhalte, Hass und Fake News“ zu identifizieren und zu melden, so dass diese aufgrund der Verpflichtung der Plattformen, „auf Meldungen von Trusted Flaggern sofort zu reagieren“, „sehr schnell und ohne bürokratische Hürde entfernt werden“.

## Arbeitsweise
Internetnutzer, denen Hatespeech im Netz begegnet, haben die Möglichkeit, diese über die Meldemaske der Meldestelle Respect! anonym zu melden. Die Meldestelle Respect! überprüft eingehende Meldungen mithilfe speziell geschulter juristischer Fachkräfte auf strafrechtliche Relevanz. Liegt ein Straftatbestand im Rahmen eines Offizialdelikts vor, erfolgt als nächster Schritt eine Übermittlung des Falls durch die Meldestelle in Kooperation mit dem Bundeskriminalamt (BKA). Die Meldenden bleiben dabei anonym. Per E-Mail werden die Meldenden über den Status ihrer Meldung (Stand der Einschätzung) sowie das weitere Vorgehen informiert und erhalten weiterführende Tipps, z. B. zu Beratungsstellen.
In Fällen, in denen es sich nach Einschätzung der Meldestelle um ein Antragsdelikt handelt (eine Persönlichkeitsrechtsverletzung, bei der die betroffenen Personen selbst Strafantrag stellen müssen), kann die Meldestelle Respect! bei der Anzeigeerstattung keine Anonymität gewährleisten. Für meldende Personen, die in Bayern wohnen, kann die Meldestelle Respect! die Strafanzeige auf direktem Weg an die zuständige Strafverfolgungsbehörde weiterleiten. Sollte es sich um strafrechtlich nicht relevante Formen von Hatespeech handeln, erfolgt eine Verweisberatung zu Partnern wie z. B. „kompetent vor Ort. Gegen Rechtsextremismus“ oder „HateAid“ u. v. m. Bei einem Verstoß gegen deutsches Recht sorgt die Meldestelle Respect! für die Löschung des Beitrags. Sollte dem Löschantrag nicht stattgegeben werden, erfolgt eine Beschwerde beim Bundesamt für Justiz (BfJ).

## Statistik
Seit 2017 sind bei der Meldestelle REspect! (Stand: 1. Juni 2024) 72.828 Meldungen eingegangen. Daraus erfolgten 20.532 Anzeigen. Die Zahlen steigen seit Gründung der Meldestelle kontinuierlich.

## Relevante Straftatbestände
Der im Rahmen der Zusammenarbeit mit dem BKA entstandene Straftatenkatalog – bestehend aus den relevanten Straftatbeständen – setzt sich wie folgt zusammen:
- § 86a StGB – Verwenden von Kennzeichen verfassungswidriger und terroristischer Organisationen
- § 111 StGB – Öffentliche Aufforderung zu Straftaten
- § 126a StGB – Gefährdendes Verbreiten personenbezogener Daten
- § 130 StGB – Volksverhetzung
- § 131 StGB – Gewaltdarstellung
- § 140 StGB – Belohnung und Billigung von Straftaten
- § 166 StGB – Beschimpfung von Bekenntnissen, Religionsgesellschaften und Weltanschauungsvereinigungen
- § 188 StGB – Gegen Personen des politischen Lebens gerichtete Beleidigung, üble Nachrede und Verleumdung
- § 241 StGB – Bedrohung

In Einzelfällen werden auch weitere Straftatbestände bearbeitet.

## Sonstiges
Neben dem Online-Meldeformular unter www.meldestelle-respect.de und der Möglichkeit, Hatespeech anonym zu melden, informiert die Meldestelle REspect! meldende Personen über weitere Anlaufstellen (Verweisberatung), veranstaltet Vorträge, Workshops und Fortbildungen im Themenfeld (oft in Kooperation mit anderen Anlaufstellen gegen Hatespeech) und leistet Aufklärungsarbeit, z. B. durch Publikationen und Social-Media-Arbeit (vor allem über Instagram).